# Entre el agua y el fuego
Entre el agua y el fuego es el nombre del octavo álbum de estudio del cantautor español José Luis Perales, producido por Danilo Vaona y Rafael Trabucchelli. Fue publicado en 1982 por la discográfica española Hispavox, absorbida completamente por EMI en 1985.
Se editó una versión para el público de España y otra para Hispanoamérica, esta última incluía adicionalmente el tema «Dime».
De este álbum se desprenden los doble sencillo:
- Y soñará/Cantar una canción (1982)
- Por amor/Cuando vuelvas (1982)
- ¿Y cómo es él?/¿Qué pasará mañana? (1982)

## Lista de canciones

### España

#### Disco de vinilo
| Lado A |                      |                                |          |  |
| N.º    | Título               | Música                         | Duración |  |
| 1.     | «Por amor»           | Danilo Vaona (Arreglos)        |          |  |
| 2.     | «Canción de otoño»   | Danilo Vaona (Arreglos)        |          |  |
| 3.     | «Cuando vuelvas»     | Rafael Trabucchelli (Arreglos) |          |  |
| 4.     | «Y soñará»           | Rafael Trabucchelli (Arreglos) |          |  |
| 5.     | «Cantar una canción» | Rafael Trabucchelli (Arreglos) |          |  |

| Lado B |                                                                |                                |          |  |
| N.º    | Título                                                         | Música                         | Duración |  |
| 1.     | «¿Y cómo es él?» (Compuesta originalmente para Julio Iglesias) | Danilo Vaona (Arreglos)        |          |  |
| 2.     | «A quién le importará»                                         | Danilo Vaona (Arreglos)        |          |  |
| 3.     | «Canción infantil (a mi hijo Pablo)»                           | Rafael Trabucchelli (Arreglos) |          |  |
| 4.     | «Como siempre»                                                 | Danilo Vaona (Arreglos)        |          |  |
| 5.     | «¿Qué pasará mañana?»                                          | Rafael Trabucchelli (Arreglos) |          |  |

#### Casete
| Lado A |                      |                                |          |  |
| N.º    | Título               | Música                         | Duración |  |
| 1.     | «Por amor»           | Danilo Vaona (Arreglos)        |          |  |
| 2.     | «Canción de otoño»   | Danilo Vaona (Arreglos)        |          |  |
| 3.     | «Cuando vuelvas»     | Rafael Trabucchelli (Arreglos) |          |  |
| 4.     | «Y soñará»           | Rafael Trabucchelli (Arreglos) |          |  |
| 5.     | «Cantar una canción» | Rafael Trabucchelli (Arreglos) |          |  |

| Lado B |                                                                |                                |          |  |
| N.º    | Título                                                         | Música                         | Duración |  |
| 1.     | «¿Y cómo es él?» (Compuesta originalmente para Julio Iglesias) | Danilo Vaona (Arreglos)        |          |  |
| 2.     | «A quién le importará»                                         | Danilo Vaona (Arreglos)        |          |  |
| 3.     | «Canción infantil (a mi hijo Pablo)»                           | Rafael Trabucchelli (Arreglos) |          |  |
| 4.     | «Como siempre»                                                 | Danilo Vaona (Arreglos)        |          |  |
| 5.     | «¿Qué pasará mañana?»                                          | Rafael Trabucchelli (Arreglos) |          |  |

#### CD
| N.º   | Título                                                         | Música                         | Duración |  |
| 1.    | «Por amor»                                                     | Danilo Vaona (Arreglos)        | 3:15     |  |
| 2.    | «Canción de otoño»                                             | Danilo Vaona (Arreglos)        | 4:31     |  |
| 3.    | «Cuando vuelvas»                                               | Rafael Trabucchelli (Arreglos) | 3:48     |  |
| 4.    | «Y soñará»                                                     | Rafael Trabucchelli (Arreglos) | 3:35     |  |
| 5.    | «Cantar una canción»                                           | Rafael Trabucchelli (Arreglos) | 3:00     |  |
| 6.    | «¿Y cómo es él?» (Compuesta originalmente para Julio Iglesias) | Danilo Vaona (Arreglos)        | 4:08     |  |
| 7.    | «A quién le importará»                                         | Danilo Vaona (Arreglos)        | 2:36     |  |
| 8.    | «Canción infantil (a mi hijo Pablo)»                           | Rafael Trabucchelli (Arreglos) | 3:02     |  |
| 9.    | «¿Qué pasará mañana?»                                          | Danilo Vaona (Arreglos)        | 3:37     |  |
| 10.   | «Cómo siempre»                                                 | Rafael Trabucchelli (Arreglos) | 3:33     |  |
| 35:03 |                                                                |                                |          |  |

### Hispanoamérica

#### Disco de vinilo
| Lado A |                                                          |                                |          |  |
| N.º    | Título                                                   | Música                         | Duración |  |
| 1.     | «Por amor»                                               | Danilo Vaona (Arreglos)        |          |  |
| 2.     | «Canción de otoño»                                       | Danilo Vaona (Arreglos)        |          |  |
| 3.     | «Cuando vuelvas»                                         | Rafael Trabucchelli (Arreglos) |          |  |
| 4.     | «Dime (Pregúntale a Dios)» (Solamente en Hispanoamérica) |                                |          |  |
| 5.     | «Y soñará»                                               | Rafael Trabucchelli (Arreglos) |          |  |
| 6.     | «Cantar una canción»                                     | Rafael Trabucchelli (Arreglos) |          |  |

| Lado B |                                                                |                                |          |  |
| N.º    | Título                                                         | Música                         | Duración |  |
| 1.     | «¿Y cómo es él?» (Compuesta originalmente para Julio Iglesias) | Danilo Vaona (Arreglos)        |          |  |
| 2.     | «A quién le importará»                                         | Danilo Vaona (Arreglos)        |          |  |
| 3.     | «Canción infantil (a mi hijo Pablo)»                           | Rafael Trabucchelli (Arreglos) |          |  |
| 4.     | «Como siempre»                                                 | Danilo Vaona (Arreglos)        |          |  |
| 5.     | «¿Qué pasará mañana?»                                          | Rafael Trabucchelli (Arreglos) |          |  |

#### Casete
| Lado A |                                                          |                                |          |  |
| N.º    | Título                                                   | Música                         | Duración |  |
| 1.     | «Por amor»                                               | Danilo Vaona (Arreglos)        |          |  |
| 2.     | «Canción de otoño»                                       | Danilo Vaona (Arreglos)        |          |  |
| 3.     | «Cuando vuelvas»                                         | Rafael Trabucchelli (Arreglos) |          |  |
| 4.     | «Dime (Pregúntale a Dios)» (Solamente en Hispanoamérica) |                                |          |  |
| 5.     | «Y soñará»                                               | Rafael Trabucchelli (Arreglos) |          |  |
| 6.     | «Cantar una canción»                                     | Rafael Trabucchelli (Arreglos) |          |  |

| Lado B |                                                                |                                |          |  |
| N.º    | Título                                                         | Música                         | Duración |  |
| 1.     | «¿Y cómo es él?» (Compuesta originalmente para Julio Iglesias) | Danilo Vaona (Arreglos)        |          |  |
| 2.     | «A quién le importará»                                         | Danilo Vaona (Arreglos)        |          |  |
| 3.     | «Canción infantil (a mi hijo Pablo)»                           | Rafael Trabucchelli (Arreglos) |          |  |
| 4.     | «Como siempre»                                                 | Danilo Vaona (Arreglos)        |          |  |
| 5.     | «¿Qué pasará mañana?»                                          | Rafael Trabucchelli (Arreglos) |          |  |

#### CD
| N.º   | Título                                                         | Música                         | Duración |  |
| 1.    | «Por amor»                                                     | Danilo Vaona (Arreglos)        | 3:15     |  |
| 2.    | «Canción de otoño»                                             | Danilo Vaona (Arreglos)        | 4:31     |  |
| 3.    | «Cuando vuelvas»                                               | Rafael Trabucchelli (Arreglos) | 3:48     |  |
| 4.    | «Dime (Pregúntale a Dios)» (Solamente en Hispanoamérica)       |                                | 3:59     |  |
| 5.    | «Y soñará»                                                     | Rafael Trabucchelli (Arreglos) | 3:35     |  |
| 6.    | «Cantar una canción»                                           | Rafael Trabucchelli (Arreglos) | 3:00     |  |
| 7.    | «¿Y cómo es él?» (Compuesta originalmente para Julio Iglesias) | Danilo Vaona (Arreglos)        | 4:08     |  |
| 8.    | «A quién le importará»                                         | Danilo Vaona (Arreglos)        | 2:36     |  |
| 9.    | «Canción infantil (a mi hijo Pablo)»                           | Rafael Trabucchelli (Arreglos) | 3:02     |  |
| 10.   | «¿Qué pasará mañana?»                                          | Danilo Vaona (Arreglos)        | 3:31     |  |
| 11.   | «Como siempre»                                                 | Rafael Trabucchelli (Arreglos) | 3:38     |  |
| 39:02 |                                                                |                                |          |  |

## Créditos y personal

### Músicos
- Arreglos:
  - Danilo Vaona
    - Lado A: 1, 3, 6
    - Lado B: 3, 4 y 5

  - Rafael Trabucchelli† y Antonio Serrano
    - Lado A: 2, 4 y 5
    - Lado B: 1, 2 y 3

### Personal de grabación y posproducción
- Todas las canciones compuestas por José Luis Perales
- Compañía discográfica: Hispavox
- Realización y dirección: Danilo Vaona y Rafael Trabucchelli†
- Diseño: Carlos Eguiguren
- Ingeniero de sonido: José María Díez

### Créditos y personal
- «DISCOGRAFÍA - ENTRE EL AGUA Y EL FUEGO». joseluisperales.net. 2012. Archivado desde el original el 26 de abril de 2012. Consultado el 15 de enero de 2013.

- Datos: Q5834374